# Lobus
Lobus (plurale: lobi) è un termine latino, derivato a sua volta dal greco λοβός, che indica un lobo ovvero una parte tondeggiante distinta ma connessa al corpo generale. Il termine è utilizzato in esogeologia dal 2022 per designare le parti di un asteroide binario a contatto.
Il primo corpo celeste per cui sia stati ufficialmente denominati dei lobi è stato 486958 Arrokoth, la cui componente maggiore si chiama Wenu Lobus e la minore Weeyo Lobus, nel 2022. A questo è seguito nel 2024 Selam, il satellite di 152830 Dinkinesh.
L'Unione Astronomica Internazionale ha stabilito le seguenti regole per assegnare il nome a un dorsum:
- 152830 Dinkinesh: gli aggettivi bella, magnifica, meravigliosa in varie lingue del mondo
- 486958 Arrokoth: il sostantivo cielo in varie lingue del mondo